# Милан Гюрчинов
Милан Гюрчинов (на македонска литературна норма: Милан Ѓурчинов) е есеист, литературен критик, литературен историк и теоретик от Република Македония. Занимава се предимно с руската книжовност - Чехов, Достоевски и Пастернак.

## Биография
Роден е на 28 юли 1928 година в Белград, тогава в Кралство Югославия. По произход е от стружкото село Ябланица и е брат на режисьора Александър Гюрчинов. Завършва славистика Философския факултет на Белградския университет. В 1960 година защитава докторат в Скопския университет, където защитава докторат. Прави следдипломни квалификации в Люблянския университет, в Московския държавен университет и в Парижкия университет.
Работи във Филологическия факултет на Скопския университет, където е шеф на катедрата за славистика. В 1980 година основава и ръководи катедрата за обща сравнителна книжовност. Член е на редакцията на списанието „Разгледи“. Председателства Съвета на Стружките вечери на поезията. На 7 октомври 1988 година е избран за дописен член, а на 21 април 1994 година за редовен член на Македонската академия на науките и изкуствата. Член е на Македонския ПЕН център. От 1956 година е член на Дружеството на писателите на Македония и е един мандат е негов председател. От 2002 година е член на Средиземноморската академия в Неапол. Член е на Президиума на Международния комитет на славистите, като от 2003 до 2008 година е негов председател.
Умира на 24 юли 2018 година.

## Творчество
- Време и израз (1956),
- Присутности (1963),
- Македонски писатели (1969),
- Живо и мртво (1974),
- Критички сведоштва (1976),
- Достоевски (1981),
- Современа македонска книжевност (1984),
- Проникнувања (1986),
- Пастернак (1987),
- Марксизам творештво вредности (1988),
- Пред прагот на иднината (1991),
- Заговорници на човечноста (1992),
- Нова македонска книжевност (1996),
- Сребрени соништа – Ацо Караманов (1997),
- Компаративни студии (1998),
- Освојување на реалноста (2000).

Съставител е на антологии на македонската проза и поезия на италиански, френски, сръбски, турски и други езици. Носител е на наградите „11 октомври“, „Димитър Митрев“, „Златен пръстен“.